# Fritz Bauer (remero)
Fritz Bauer (23 de junio de 1906-19 de septiembre de 1992) fue un deportista alemán que compitió en remo como timonel.
Participó en tres Juegos Olímpicos de Verano entre los años 1928 y 1936, obteniendo una medalla de oro en Berlín 1936 en la prueba de cuatro con timonel. Ganó una medalla de oro en el Campeonato Europeo de Remo de 1938.

## Palmarés internacional
| Juegos Olímpicos   | Juegos Olímpicos  | Juegos Olímpicos | Juegos Olímpicos   |
| Año                | Lugar             | Medalla          | Prueba             |
| ------------------ | ----------------- | ---------------- | ------------------ |
| 1936               | Berlín (Alemania) | Medalla de oro   | Cuatro con timonel |
| Campeonato Europeo |                   |                  |                    |
| Año                | Lugar             | Medalla          | Prueba             |
| 1938               | Milán (Italia)    | Medalla de oro   | Cuatro con timonel |